# Данышево
Данышево (тат. Даныш) — деревня в Камско-Устьинском районе Республики Татарстан, в составе Большесалтыковского сельского поселения.

## География
Деревня находится на правом притоке реки Алгама, в 20 км к западу от районного центра, посёлка городского типа Камское Устье.

## История
Деревня Данышево упоминается в первоисточниках с 1646 года.
В сословном плане, в XVIII веке и вплоть до 1860-х годов жителей деревни причисляли к государственным крестьянам. Их основными занятиями в то время были земледелие, скотоводство, столярный промысел.
По сведениям из первоисточников, в начале ХХ столетия в деревне действовали мечеть (закрыта в начале 1930‑х гг.), мектеб, водяная мельница, 4 мелочные лавки. В этот период земельный надел сельской общины составлял 1083,6 десятин
До 1920 года входила в Больше-Янасальскую волость Тетюшского уезда Казанской губернии. С 1920 года в составе Тетюшского кантона ТАССР. С 14 февраля 1927 года в Камско-Устьинском, с 1 февраля 1963 года в Тетюшском, с 12 января 1965 года в Камско-Устьинском районах.
С 1931 года в деревне действовали  коллективные сельскохозяйственные   предприятия, в 1994–2003 годах в составе коллективного предприятия «1 мая», в 2003–2006 годах — сельскохозяйственного производственного кооператива «1 мая».

## Население
| 1782 | 1859 | 1897 | 1926 | 1938 | 1949 | 1958 | 1970 | 1979 | 1989 | 2002 | 2010 | 2017 |
| ---- | ---- | ---- | ---- | ---- | ---- | ---- | ---- | ---- | ---- | ---- | ---- | ---- |
| 83   | 562  | 888  | 516  | 483  | 447  | 371  | 285  | 214  | 153  | 123  | 80   | 102  |

По данным переписей населения, в деревне проживают татары.

## Экономика
Жители занимаются в основном сельским хозяйством в отделении «Большие Салтыки» общества с ограниченной ответственностью «Агрофирма «Буртасы».

## Инфраструктура
В деревне работает клуб, фельдшерско-акушерский пункт.

## Религия
С 1998 года в деревне действует мечеть.

## Известные уроженцы
- М. Ш. Аблеев (1900–1941) – писатель, прозаик, драматург, член Союза писателей СССР.